# نهاد ندم
نهاد ندم (من مواليد عام 1977)، هو فنان سوري يعيشُ في دبي بالإمارات العربية المتحدة. وُلدَ نهاد ندم في دمشق عام 1977 ثمّ ترعرع هناك حيثُ اهتمّ بالثقافة القديمة والتراث الوطني السوري قبلَ أن يقتحمَ عالمَ الثقافة العربية من خِلال الخط العربي. درسَ نهاد الفنون الجميلة في معهد الفنون الجميلة في العاصِمة السورية ثم درس تصميم الوسائط المتعددة في الجامعة الأمريكية في الشارقة في دولة الإمارات العربية المتحدة التي يقطنُ بها منذ عام 1999.

## المسيرة المهنيّة
عمل نهاد ندم كمُدير تسويق الأعمال التجارية في شركة طيران محليّة ويُعدّ من بينِ أبرز الخطاطين العرب في الوقتِ الحالي. صقل مواهبهُ في هذا المجال بعدما انضمّ لفريقٍ من الخُبراء الذينَ يتقاسمونَ شرفَ تصميم الخط العربي وتطويرهِ على شبكة الإنترنت. في وقتٍ لاحق؛ بدأَ نهاد في تنظيمِ معارض خاصّة به للترويج لما صمّمهُ؛ كما شاركَ في تسيير ورش عمل ومحاضرات في عددٍ من مراكز الفن بالإمارات وخارجها. هو أيضًا عضو في العديد من المجتمعات الفنيّة على منصات التواصل التي تهدفُ إلى المحافظة على الخط العربي من خلال استخدام التكنولوجيا الإبداعية.

## وصلة خارجية
- الموقع الرسمي